# Fort Walla Walla

Fort Walla Walla é um forte localizado em Walla Walla, Washington. Foi fundado em 1858. Atualmente, o complexo abriga um parque, um museu, e um hospital.